# Scandale du lait frelaté en 2008

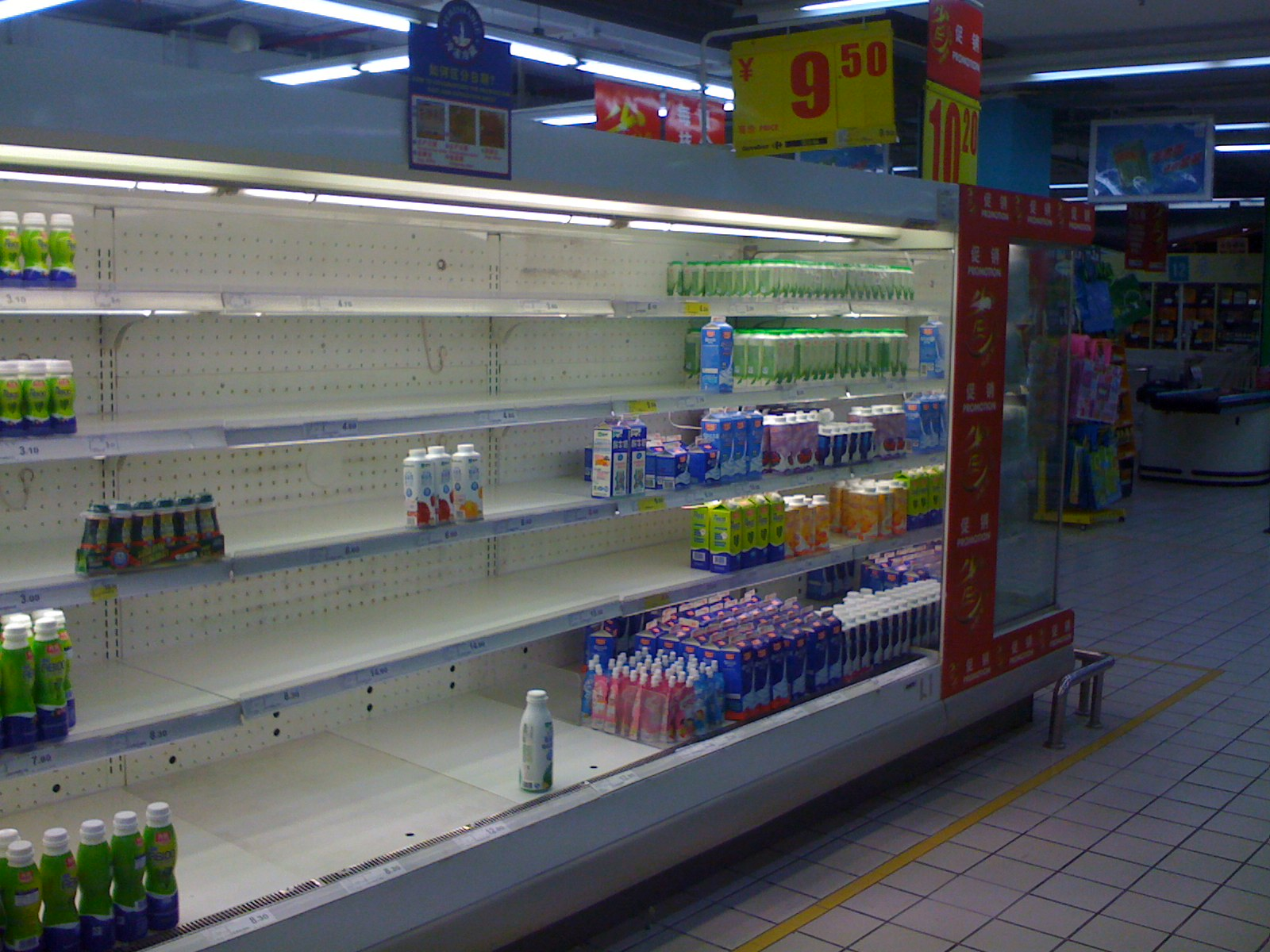
Rayon dépouillé dans un supermarché en Chine à la suite de la contamination (septembre 2008).

Le scandale du lait de vache frelaté est un scandale sanitaire de santé publique en Chine survenu en 2008. Certains lots de lait de consommation courante et de lait infantile produits en Chine ont contenu pendant 10 mois de la mélamine, toxique, afin de les faire apparaître plus riches en protéines. De plus, des lots impropres à la consommation achetés aux deux-tiers du cours ont été ainsi maquillés en lots répondants aux normes sanitaires.
La compilation de la presse chinoise par Reuters suggère que le nombre de malades découlant de la contamination du lait par la mélamine a pu s'élever à 94 000 à fin septembre 2008.
Les plaintes de malades ont été étouffées par les producteurs et les élus locaux jusqu'à ce qu'un importateur néo-zélandais découvre la toxicité du lait à la faveur d'un contrôle qualité poussé. L'ensemble du scandale a été rigoureusement censuré, et quatre personnes auraient été condamnées à mort ou à la perpétuité, dont deux auraient été exécutées.

## Historique
Les autorités chinoises ont incriminé au moins vingt-deux compagnies laitières dans le scandale, et ont reconnu qu'au moins deux d’entre elles exportaient leurs produits vers les pays d'Afrique et d'Asie, notamment Burundi, Gabon, Bangladesh, Birmanie et Yémen.
La première entreprise mêlée au scandale, Sanlu, dont le siège se trouve à Shijiazhuang, Hebei, est l'un des leaders dans le secteur agroalimentaire en Chine, avec une part de marché de 18 %. Une coopérative néo-zélandaise y est associée à 43 %. Le gouvernement de la Nouvelle-Zélande avait tiré la sonnette d'alarme auprès des autorités chinoises de Pékin, et a accusé le gouvernement local d'impéritie.
Plusieurs milliers de tonnes des produits contaminés ont été retirés du marché et différentes personnalités ont été arrêtées ou limogées, dont le chef du contrôle national de la qualité.
Les Jeux olympiques auraient contribué à retarder le rappel des produits, car les directives données aux médias chinois pendant cette période classent, entre autres, le sujet de la sécurité alimentaire comme « hors limite »,.
Depuis 2002, l'Union européenne avait imposé un embargo sur l'importation de produits laitiers chinois en raison de l'insuffisance des contrôles par les autorités chinoises. Le scandale du lait frelaté l'amène à interdire l'importation de tous les produits alimentaires chinois qui pourraient contenir du lait en poudre; les produits déjà présents sur le marché européen et qui contiennent plus de 15 % de lait en poudre chinois (biscuits, gâteaux, chocolat…) vont être contrôlés par les agences de sécurité alimentaire de chaque pays de l'UE.
D'autres pays ont pris des mesures préventives, notamment l'Inde qui a suspendu pour trois mois toute importation de produits laitiers chinois sur son territoire ; Singapour et Taïwan ont interdit l'importation ou la vente de produits laitiers chinois.

## Début de la crise
Fonterra, coopérative néo-zélandaise et associée de Sanlu, fait part du fait qu'il a connaissance de malfaçon chez son partenaire chinois au gouvernement néo-zélandais le 5 septembre. Trois jours plus tard, le premier ministre Helen Clark avertit Pékin,.
Le 9 septembre, des reportages concernant des cas de maladie commencent à apparaître dans les médias chinois;
la presse internationale, après Reuters, réagit le lendemain. Au départ, les médias de l'État n'ont pas dévoilé l'identité de la société en question, mais des citoyens sur le portail Tianya accusent Sanlu. Sanlu dément.
Une enquête du Conseil d'État met en évidence le fait que Sanlu aurait reçu des plaintes à partir de décembre 2007, et ce sans réagir jusqu'en juin 2008. Ce n'est que le 9 septembre que les hauts fonctionnaires de Shijiazhuang auraient fait les déclarations nécessaires sur la contamination auprès des autorités provinciales et de l'État, contrevenant ainsi aux règles en matière de sécurité alimentaire. Selon People's Daily, Sanlu aurait adressé un courrier au gouvernement de la ville le 2 août 2008, demandant « un contrôle et une coordination accrue des médias, pour créer un meilleur environnement pour le rappel des produits problématiques », et « d'éviter ainsi la panique et une influence négative au sein de la communauté ».

## Le secteur touché
Le 16 septembre, l'administration générale du contrôle de la qualité, de l'inspection et de la quarantaine (AQSIQ), l'organisme officiel chinois chargé du contrôle qualitatif agroalimentaire, publie ses résultats des tests des échantillons pris de 491 lots de produits commercialisés par les 109 sociétés fabriquant du lait en poudre pour bébé. Tous les échantillons de Sanlu étaient positifs pour la mélamine,. Sanlu, qui occupe un positionnement « premier prix » par rapport à ses concurrents, était en tête des « palmarès » pour la mélamine. Un échantillon donna 2 563 mg/kg ou Partie par million (ppm), bien plus haut que les vingt-et-une autres firmes où de la mélamine avait également été trouvée, dont les concentrations variaient de 0,09 à 619 ppm,.
10 % du lait liquide échantillonné du Mengniu et Yili, ainsi que 6 % du Shanghai Bright Dairy furent testés positifs pour contamination. À la suite de la découverte de la contamination, les trois fabricants majeurs ont perdu le droit d'appellation « Marques nationales » Yili, Mengniu et Bright Dairy & Food Co. retirent les poudres contaminées du marché, et font leurs excuses. Mengniu rappela les stocks de lait en poudre, et son action à la bourse de Hong Kong fut suspendue le 17 septembre Le cours des actions de ses principaux concurrents chutèrent le lendemain. Le directeur financier de Mengniu tenta de rassurer les consommateurs avec une promesse de remboursement sur tous les produits, et en buvant du lait devant les journalistes à Hong Kong. Ses commentaires sur la probabilité faible de contamination de sa production exportée provoqua le fureur des Chinois continentaux.
Le 30 septembre, l'AQSIQ publia davantage de résultats : 265 lots produits par 154 fabricants différents avant le 14 septembre furent testés, et 31 lots en provenance de vingt sociétés laitières étaient contaminés. En réponse à l'augmentation des produits alimentaires chinois contaminés, la Food and Drug Administration des États-Unis ouvre ses premiers bureaux à l'étranger – Shanghai, Beijing et Guangzhou – en novembre 2008.
Le conseil d'État lance un programme d'inspection systématique de toute la production laitière, avec l'envoi de 5 000 contrôleurs. Depuis l'année 2000, le secteur avait crû de 23 % par an en moyenne. En 2006, la production laitière atteint 30 millions de tonnes, dix fois plus que pendant la décennie précédente. Le marché est valorisé à 122 milliards de yuan (18 milliards de dollars) en 2007. Depuis le scandale, la confiance des consommateurs est gravement ébranlée.
Le scandale a mis en lumière les liens et relations très proches entre les entreprises et le gouvernement local. Non seulement ce dernier bénéficie des taxes et impôts – Sanlu aurait contribué pour 330 millions de ¥ en 2007 – mais en plus les entreprises impliquent souvent les fonctionnaires ou les politiciens en échange de leur protection politique ; Tian Wenhua, le PDG déposé de Sanlu, devint député honoraire à l'Assemblée provinciale populaire. La crise est également due aux problèmes structurels de production insuffisante, de la qualité insuffisante du lait recueilli et des méthodes de production « artisanales ». Mengniu et Yili sont les producteurs dominants dans la région de la Mongolie-Intérieure qui compte pour un quart de la production nationale. Ces deux entreprises avaient investi des millions pour établir des chaines de production dernier cri à Hohhot. En même temps, pour cause de manque de capacité, ils restent dépendants des fermes de petite taille pour 90 % de leur production. Selon les fermiers et les intermédiaires, les fabricants auraient auparavant acheté du lait de qualité non conforme, pour deux tiers du prix « normal », mais ils avaient mis fin à cette politique le 17 septembre à la suite du scandale.

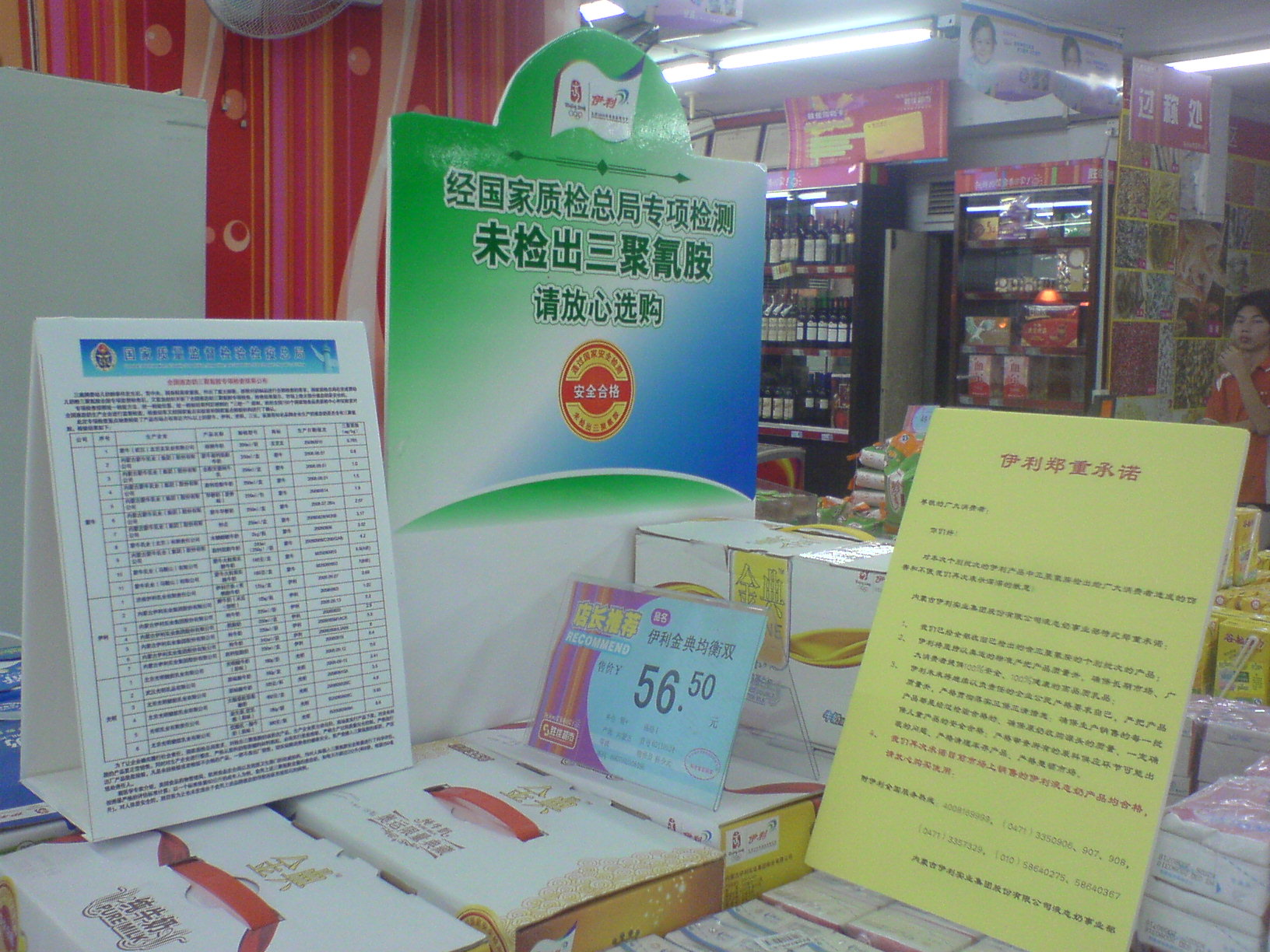
Promotion au point de vente Yili Dairy certifiant la conformité aux analyses AQSIQ

La diminution de la demande provoquée par la contamination se répercute sur deux millions de fermiers qui n'arrivent plus à vendre leur lait, et donc perdent les moyens de nourrir les bêtes. Il n'y a guère d'acheteurs pour les animaux.
L'association laitière chinoise déclare que la baisse des ventes subie serait d'environ 30 à 40 % ; une perte financière de l'ordre de 20 milliards de ¥ est estimée sur deux ans.
Afin de relancer les ventes et de protéger leur parts de marché, les producteurs ont recours à des promotions agressives aux points de vente. Les produits sont surtout relancés avec des déclarations de conformité aux exigences qualitatives.

## Victimes
En septembre 2008, quatre nourrissons chinois sont déclarés morts et 52 857 enfants malades comptabilisés, parce qu'ils ont absorbé de la formule pour nourrisson frelatée, à laquelle avait été ajoutée de la mélamine, afin de la faire apparaître plus riche en protéines.  
Le 21 septembre, le gouvernement chinois a annoncé qu'il cessait de publier des mises à jour sur le nombre de victimes. Néanmoins, Reuters a évalué ce nombre, fin septembre 2008, à 94 000: il y avait 13 459 cas dans le Gansu, 30 000 dans le Henan, et environ 16 000 dans le Hebei.
Le 1er décembre, le Ministère de santé a mis à jour ses chiffres, confirmant que presque 300 000 enfants sont tombés malades à la suite de la consommation de ce lait en poudre contaminé.
Le nombre réel des cas pourrait avoir été sous-estimé. Il s'avère que les cas de calculs rénaux ont commencé à apparaître partout en Chine depuis avant 2007. Les médias ont publié plusieurs cas non encore reconnus par les autorités de santé et qui donc risquent d'être oubliés pour compensation. Le 1er décembre, Xinhua annonça que le Ministère de santé avait révisé le nombre de victimes à plus de 290 000, dont 51 900 hospitalisés ; bien qu'il ait reçu notification de 11 cas de morts soupçonnées d'intoxication par mélamine dans les provinces, il n'a confirmé que 3 morts

## Condamnations
Il y a eu 42 arrestations de trafiquants de mélamine dans le Hebei et la Mongolie-Intérieure ; le scandale a fait tomber plusieurs politiciens et fonctionnaires :
- le ministre Li Changjiang, directeur de l'AQSIQ (l'Administration chinoise chargée du contrôle de qualité), a démissionné sous pression ;
- le secrétaire du Parti communiste, ainsi que le maire de Shijiazhuang ont été limogés ;
- deux personnes furent condamnées à mort par la cour populaire intermédiaire de Shijiazhuang[41] : Zhang Yujun pour avoir produit 800 tonnes de poudre contaminée et Geng Jinping pour avoir produit et vendu de l'alimentation toxique[42] ;
- la cour populaire intermédiaire à Shijiazhuang condamna Wang Yuliang et Hang Zhiqi, directeurs généraux adjoints de Sanlu à quinze et huit ans de prison respectivement, Wu Jusheng, ancien dirigeant, à cinq ans en prison[42].
- la PDG du groupe Sanlu, Tian Wenhua, a été licenciée et ensuite mise en examen pour des crimes pénaux[43]. Elle a été condamnée à la prison à perpétuité le 22 janvier 2009.

## Produits soupçonnés

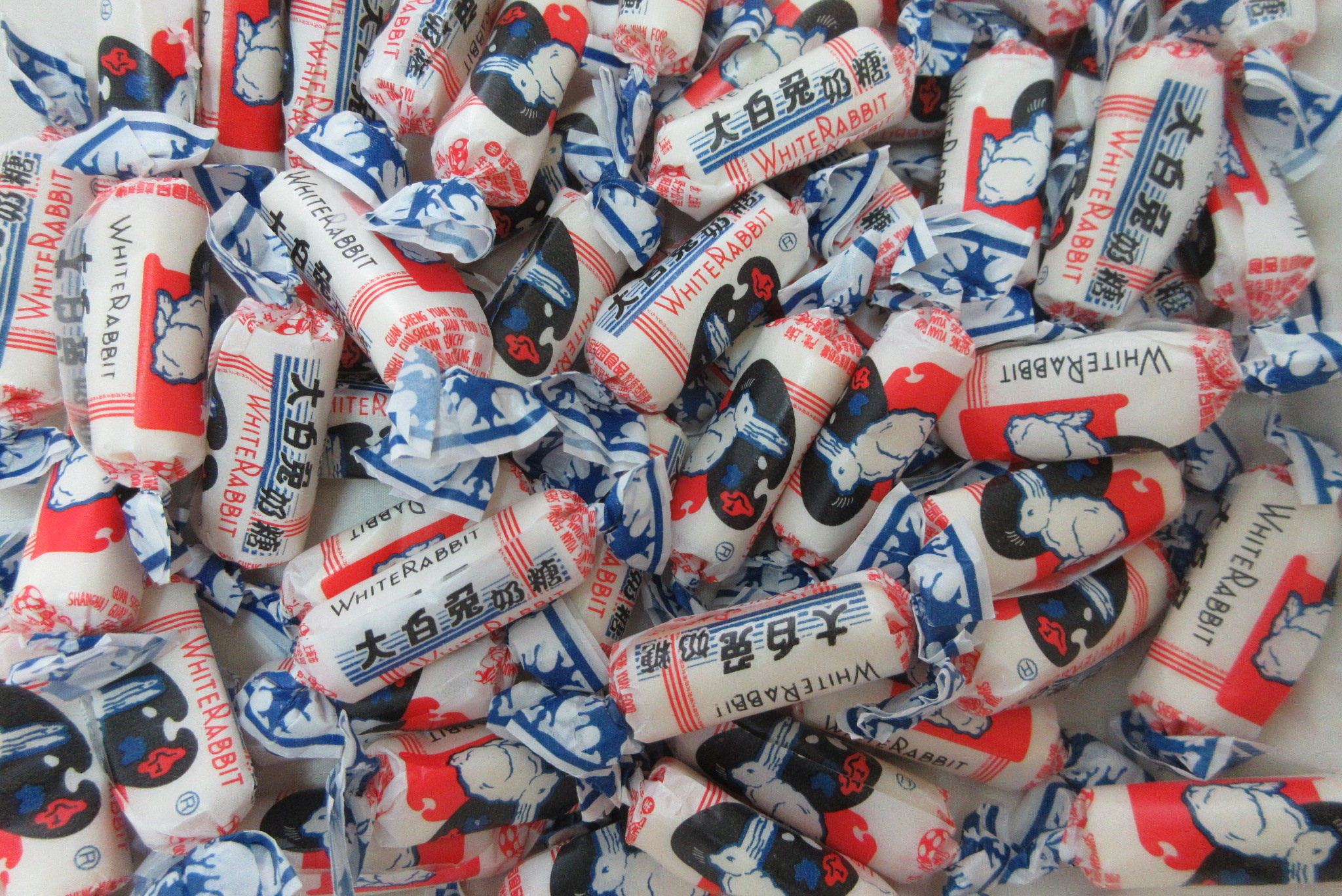
Des bonbons White Rabbit.

L'Asie, premier marché d'exportation de la Chine, a été touchée la première, et le plus. Hong Kong, Singapour, l'Indonésie ont réagi de façon ciblée lorsqu'un produit contaminé a été identifié. Sur ces marchés, les produits impliqués comprenaient non seulement des marques chinoises comme Yili et Mengniu[réf. nécessaire], mais aussi des grandes marques internationales comme Nestlé, Cadbury, Oreo (de Nabisco), Heinz et Lipton (de Unilever) – ces marques ont des usines en Chine et ont dû retirer certains de leurs produits qui y sont fabriqués. Les pays du tiers monde qui recevaient du lait en poudre chinois ont, rapidement et successivement, interdit l'importation des produits laitiers chinois. D'autres pays ont pris des mesures préventives.
Les pays développés ont été peu touchés par la crise, car la plupart importent peu de produits laitiers chinois. Mais la contamination des bonbons chinois de la marque White Rabbit (Lapin blanc), disponibles un peu partout dans le monde, a attiré l'attention. Le fabricant a annoncé le 26 septembre la suspension de ses ventes mondiales. Le Canada a prévenu la population du danger de consommer ces friandises et Tesco en a suspendu la vente. Le 1er octobre, l'Agence fédérale belge pour la sécurité de la chaîne alimentaire a signalé qu'un échantillon de ces bonbons contenait 11,24 mg de mélamine par kg de produit (la concentration maximale autorisée étant de 2,5 mg/kg).

## Censure sur Internet
Selon un article de Brice Pedroletti paru dans le journal Le Monde daté du 23 septembre 2008, les internautes chinois sont persuadés que le moteur de recherches chinois Baidu a sciemment expurgé les résultats des interrogations contenant le nom de la principale firme chinoise concernée Sanlu (en). En effet, ils obtenaient peu de réponses sur ce site, tandis que sur Google ou des moteurs de recherches équivalents, les résultats étaient bien supérieurs. Ceci dès le début du scandale soit aux premiers jours de septembre 2008. Une société de relations publiques aurait proposé à Sanlu en début août, de dépenser 300 000 euros afin de faire restreindre le moteur de recherche de Baidu pour protéger l'image de son client,. À la suite de l'apparition d'une note du conseil sur l'internet, Baidu a émis un communiqué le 13 septembre déclarant avoir été contacté à plusieurs reprises par l'agence, mais nie avoir participé à aucune censure.

## Censure politique
Afin de ne pas provoquer des sentiments négatifs dans la population, le gouvernement a donné pour consigne aux médias chinois d'adoucir leur couverture. Des journalistes auraient, paraît-il, dû s'aligner sur Xinhua. La chaîne nationale, CCTV, aurait donné davantage de poids au lancement de Shenzhou VII aux infos du soir, l'annonce des résultats des analyses de l'AQSIQ serait, toujours selon cette source, ainsi passée en dernier du bulletin.
The Wall Street Journal remarque que la censure était plus forte qu'auparavant : il y avait aucune dérogation à la ligne officielle ; les consommateurs sont largement ignorants des rappels de produits. Toute discussion sur la cause de la crise, la responsabilité gouvernementale, les questions sur la complicité avec les compagnies laitières sont strictement interdites.
Les avocats dans les provinces de Hebei, Henan et Shandong, qui avaient proposé leur aide gratuite aux victimes, auraient subi une pression gouvernementale pour ne pas se mêler de l'affaire. L'association des avocats de Beijing aurait conseillé à ses membres de « faire confiance au parti et au gouvernement ». Le journal hongkongais, Ta Kung Pao, a rapporté que le gouvernement central a rencontré des associations d'avocats le 14 septembre pour leur demander « le respect de l'ensemble, pour maintenir la stabilité » 「服從大局，保持穩定」.

## Réaction des agences internationales
L'Organisation mondiale de la santé (OMS) déclare ceci comme l'évènement majeur en matière de sécurité alimentaire dans les années récentes et considère que la crise de confiance parmi les consommateurs sera difficile à surmonter. La règlementation n'a pas suivi la vitesse de développement du marché, donnant ainsi lieu à toutes sortes de malfaisances. L'OMS affirme que l'échelle du problème confirme clairement qu'il ne s'agissait pas d'un accident isolé, mais d'un acte de tromperie volontaire réalisé pour des motivations mercantiles.

## Procès
Selon l'agence officielle Chine Nouvelle, au moins six personnes impliquées dans le scandale, aux titres de trafiquants ou revendeurs, ont commencé à être jugées 26 décembre 2008 dans le Hebei (Nord). Le procès de Tian Wenhua, le PDG du groupe Sanlu, a débuté le 31 décembre devant le tribunal intermédiaire de Shijiazhuang, la ville du Hebei où était basé le groupe.
Pour la loi chinoise, une personne peut être condamnée à mort si elle a « sciemment produit ou vendu de la nourriture contenant des produits non-alimentaires toxiques » ayant entrainé des problèmes de santé pour les consommateurs.
Li Jinglin, membre d'un groupe d'avocats représentant des familles de victimes a déclaré « nous n'avons pas eu le droit de participer au procès. Nous n'avons pas non plus eu le droit d'y assister ». La presse étrangère n'a pas pu non plus pénétrer dans le tribunal.
En marge des procès, les 22 entreprises laitières ayant mis sur le marché des produits frelatés ont annoncé fin décembre la création d'un fonds spécial d'indemnisation, doté de 160 millions de dollars.
Le 22 janvier 2009, trois personnes jugées directement responsables de l'intoxication ont été condamnées à mort, dont une avec sursis[réf. nécessaire]. L'ancienne patronne du groupe Sanlu, l'un des groupes incriminés, a été condamnée à la réclusion criminelle à perpétuité.